# Noi (televizijska serija)
Noi je talijanska televizijska serija emitirana na Rai 1 od 6. ožujka do 10. travnja 2022..
U produkciji Cattleya studija u suradnji s Rai Fictionom i 20th Television.
Serija je adaptacija američke televizijske serije This Is Us koju je stvorio Dan Fogelman.

## Radnja
Pietro i Rebecca Peirò roditelji koji s velikim iščekivanjem čekaju rođenje svojih trojki, ali nažalost jedan od njih troje umire odmah nakon poroda. Novopečeni roditelji, još uvijek potreseni gubitkom sina, a dirnuti najboljim namjerama, odlučuju posvojiti dijete koje je otac napustio pred vratima vojarne (kojem je majka umrla pri porodu), kako bi siromašnom djetetu dali toplinu i dom. Tako se tijekom nekoliko desetljeća pripovijedaju događaji obitelji Peirò: Pietro i Rebecca i njihova djeca Claudio, Caterina i Daniele.

## Glumačka postava
- Lino Guanciale kao Pietro Peirò
- Aurora Ruffino kao Rebecca Peirò
- Dario Aita kao Claudio Peirò
- Claudia Marsicano kao Caterina "Cate" Peirò
- Livio Kone kao Daniele Peirò
- Angela Ciaburri kao Betta
- Leonardo Lidi kao Teo
- Timothy Martin kao Domenico "Mimmo"

## Produkcija

### Promocija
Seriju je predstavio na festivalu Sanrema 2022. glavni glumac Lino Guanciale.

### Snimanje
Snimanje serije odvijalo se Torinu, Milanu, Rimu i Napulju između proljeća i ljeta 2021.

## Glazba
I prije emitiranja serije distribuirana je pjesma Mille stelle, koju je otpjevala Nada, koja je također pomogla u montaži s glazbom zajedno s Andreom Farri. Pjesma je inspirirana glazbenom temom serije This Is Us, izrađene u cijelosti s gitarom.

## Vanjske poveznice
- Službena stranica raiplay.it
- Noi u internetskoj bazi filmova IMDb-a